# Omegna
Omegna är en ort och kommun i provinsen Verbano Cusio Ossola i regionen Piemonte i Italien. Kommunen hade 15 190 invånare (2018). Den ligger vid Ortasjön norra strand och genom orten flyter vattendraget Nigoglia. 